# Estêvão Soares de Albergaria
Estêvão Soares de Albergaria (1260 — ?) “o Velho” foi um nobre do Reino de Portugal e alcaide-mor de Lisboa.

## Relações familiares
Foi filho de Soeiro Fernandes; Albergaria (1220 -?) e de Sancha Martins Bulhoes (1240 -?) filha de Domingos Martins de Bulhão (1220 -?) e de Aldonça Martins Xira (c. 1220 -?). Casou com Maria Rodrigues Quaresma (c. 1260 -?) filha de Rui Vasques Quaresma ;Mogudo e Sandim (1240 -?) e de Maria Pires da Vide.
Ancestral de ; Álvaro Soares de Albergaria; Soeiro, e ( Isabel Cardoso ); que são os  pais do ,Bernardo Anes Soeiro de Alvarenga, casado com; Alda Vaz BoteLho ; Família Alvarenga em Lamego,PortugaL.
Teve os filhos:
1. Estêvão Soares de Albergaria (1300 -?) casou com Maria Lourenço de Soalhães;
2. Marinha Vasques de Albergaria (1280 -?) casou com Martim Afonso de Melo, 4º senhor de Melo.